# Ferrovia Belgrado-Antivari
La ferrovia Belgrado–Antivari è una linea ferroviaria che collega la città di Antivari in Montenegro con Belgrado, capitale della Serbia.
Si tratta di una delle principali direttrici ferroviarie dei Balcani, rappresentando non solo l'asse portante del sistema ferroviario montenegrino, ma anche una delle principali vie di comunicazione tra la Serbia e il Mediterraneo.

## Storia
Nel settore montenegrino il tratto Bar-Podgorica, inaugurato nel 1959, sostituì l'antiquata linea con scartamento di 750 mm Antivari – Virpazar (costruita dalla Compagnia di Antivari, italiana, ed aperta nel 1908) che, dopo una ripida e tortuosa ascesa con pendenza fino al 40‰, valicava la catena costiera del Rumija con un tunnel lungo 1969 m presso Sutorman alla quota di 550 m s.l.m.
Ancora oggi è possibile percorrere ampi tratti del sedime dell'ex ferrovia.
Da Virpazar i viaggiatori proseguivano in battello fino alla sponda opposta del Lago di Scutari, in località Plavnica, e da qui fino a Podgorica in tram.

## Percorso

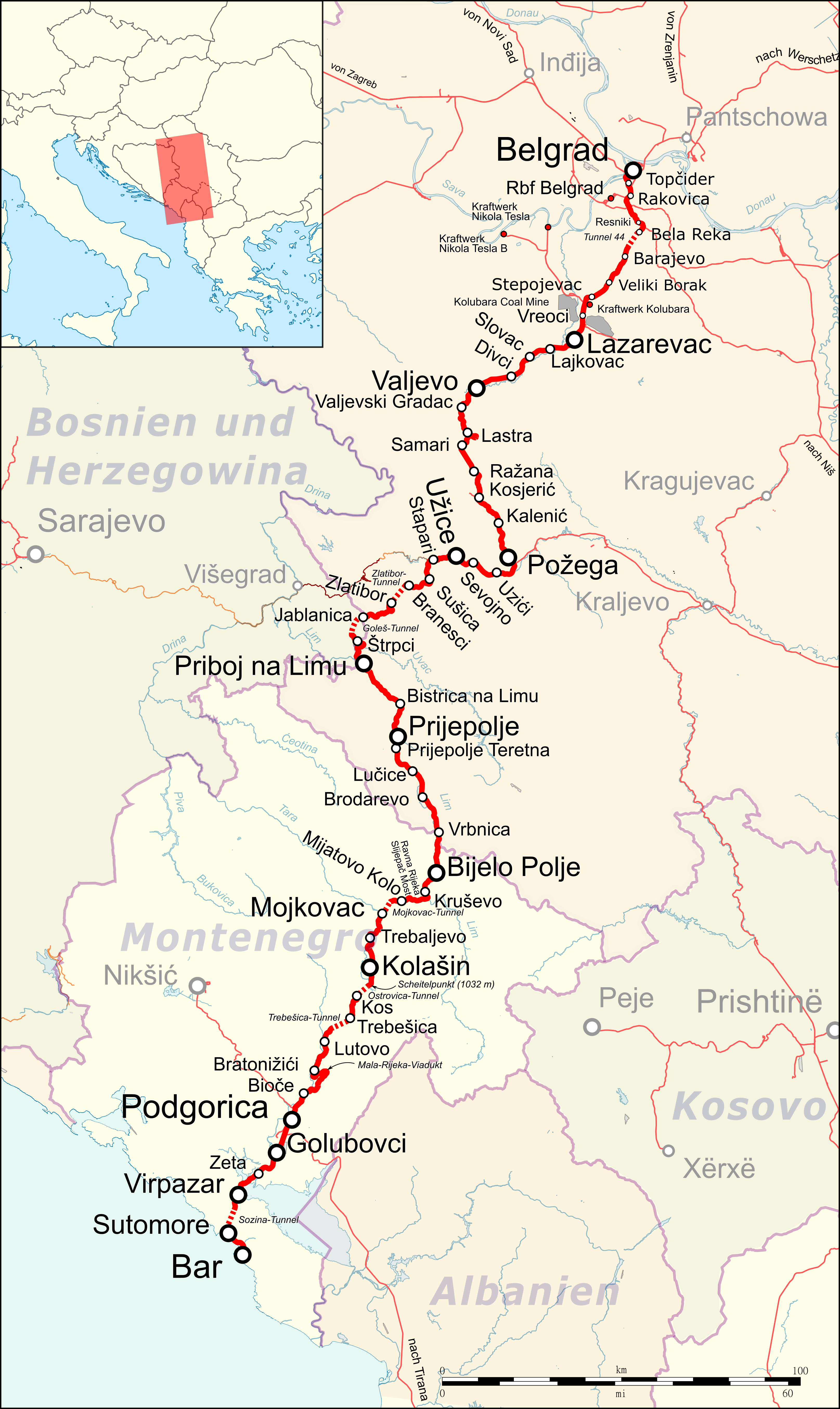
La linea con le principali stazioni

### In Montenegro

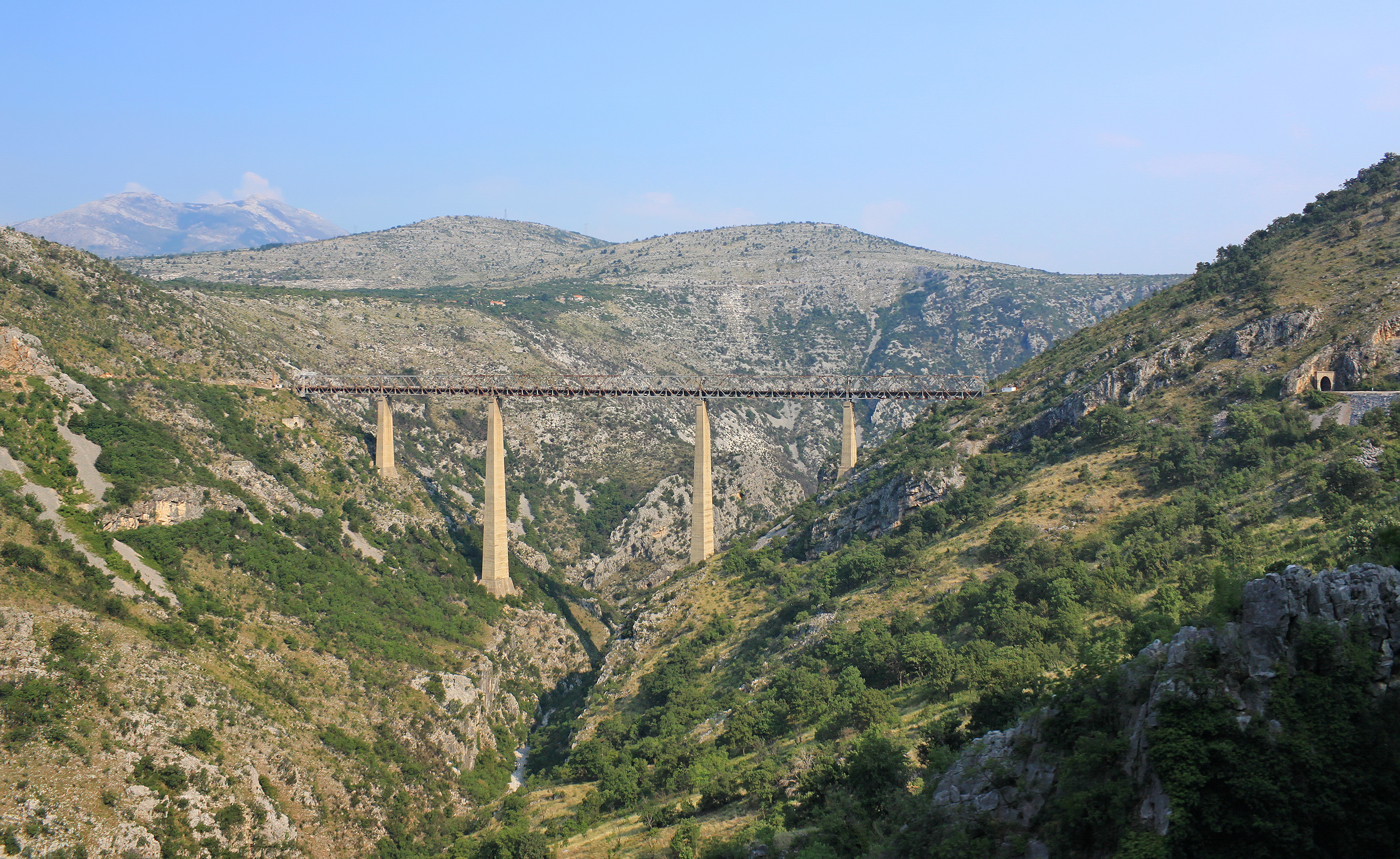
Il viadotto ferroviario del Mala Rijeka, il più alto d'Europa

Dalla stazione di Antivari la linea si dirige verso nord-ovest lungo la costa; da Spizza, ultima stazione costiera, la ferrovia imbocca la galleria di Sozina, lunga 6171 m, che permette di attraversare la catena costiera montenegrina. Giunta a Virpazar, la linea attraversa con un ponte il lago di Scutari, prima di dirigersi verso la capitale Podgorica. Da qui inizia lo spettacolare viaggio attraverso le Alpi Dinariche, citato spesso tra i più pittoreschi nel panorama ferroviario europeo. Particolarmente celebri i segmenti che percorrono le valli del Morača e del Mala Rijeka: quest'ultimo corso d'acqua viene scavalcato dal più alto viadotto ferroviario d'Europa. La galleria dell'Ostrovica permette di oltrepassare lo spartiacque: la linea prosegue prima lungo il fiume Tara e poi lungo il Lim, lasciando il Montenegro (la stazione di frontiera è a Bijelo Polje) ed entrando in Serbia.